# Lélex
Lélex [lelɛks] ist eine französische Gemeinde im Département Ain in der Region Auvergne-Rhône-Alpes.

## Geographie
Die Gemeinde Lélex liegt auf 898 m über dem Meer an der Grenze zum Département Jura, etwa 20 Kilometer nordwestlich der Stadt Genf (Luftlinie). Das Dorf erstreckt sich im französischen Jura im Längstal Combe de Mijoux, das von der Valserine entwässert wird, am Nordfuß des Crêt de la Neige. Es bildet zusammen mit der Nachbargemeinde Mijoux das Wintersportgebiet Monts Jura.
Die Fläche des 17,63 km² großen Gemeindegebiets umfasst einen Abschnitt des Hochjuras. Das Gebiet wird von Nordosten nach Südwesten von der Valserine (rechter Zufluss der Rhône) durchflossen. Dabei bildet der obere Talabschnitt ein weites Trogtal mit geringem Längsgefälle und flachem, ehemals vermoortem Talboden. Während der Eiszeiten war das Tal der Valserine vergletschert. Nach dem Gletscherrückzug staute sich an einem Moränenriegel ein See auf, der mit der Zeit verlandete und in der Folge ein Moorgebiet bildete. Der untere Talabschnitt ist demgegenüber tief eingeschnitten, von Felshängen begleitet und weist ein deutlich höheres Längsgefälle auf.
Flankiert wird das Valserine-Tal auf beiden Seiten von dicht bewaldeten, relativ steilen Hängen. Im Westen reicht das Gemeindeareal auf den Jurakamm von Lajoux (bis 1300 m). Nach Osten erstreckt sich der Gemeindebann auf die höchsten Gipfel des Juras, den Crêt de la Neige (1720 m) und den Grand Crêt (1702 m) sowie an den Hang des Reculet. Diese Höhenrücken sind fast bis auf die Gipfel bewaldet, weswegen Lélex nur kleine Hochweiden besitzt. Das Gemeindegebiet ist Teil des Regionalen Naturparks Haut-Jura (frz.: Parc naturel régional du Haut-Jura).
Zu Lélex gehören neben dem eigentlichen Ort auch verschiedene Weiler und Gehöfte, darunter:
- Sous les Loges (880 m) in der Combe de Mijoux am südlichen Ortsrand von Lélex

Nachbargemeinden von Lélex sind Septmoncel les Molunes und Mijoux im Norden, Crozet, Sergy und Thoiry im Osten, Chézery-Forens im Süden sowie Bellecombe im Westen.

## Geschichte
Der Ortsname von Lélex ist abgeleitet von le ley, einem Patois-Ausdruck für lac (See). Seit dem frühen 14. Jahrhundert war das Gebiet von Lélex besiedelt. Ende des 14. Jahrhunderts gelangte Lélex an die Herzöge von Savoyen. Von 1536 bis 1564 stand die Talschaft unter bernischer Oberhoheit, kam danach wieder an Savoyen und 1601 mit dem Vertrag von Lyon endgültig an Frankreich.

## Bevölkerung
| Jahr                       | 1962 | 1968 | 1975 | 1982 | 1990 | 1999 | 2006 | 2013 | 2021 |
| Einwohner                  | 156  | 184  | 183  | 203  | 232  | 221  | 225  | 231  | 230  |
| Quellen: Cassini und INSEE |      |      |      |      |      |      |      |      |      |

Mit 236 Einwohnern (Stand 1. Januar 2022) gehört Lélex zu den kleinen Gemeinden des Départements Ain. Nachdem die Einwohnerzahl in der ersten Hälfte des 20. Jahrhunderts deutlich abgenommen hatte, wurde seit Beginn der 1960er Jahre wieder ein Bevölkerungswachstum verzeichnet.

## Sehenswürdigkeiten
Die heutige Kirche von Lélex wurde 1846 im neugotischen Stil neu erbaut, weil die frühere Kirche durch einen Erdrutsch beschädigt worden war. Im Jahre 1997 wurde eine umfassende Restauration vorgenommen.

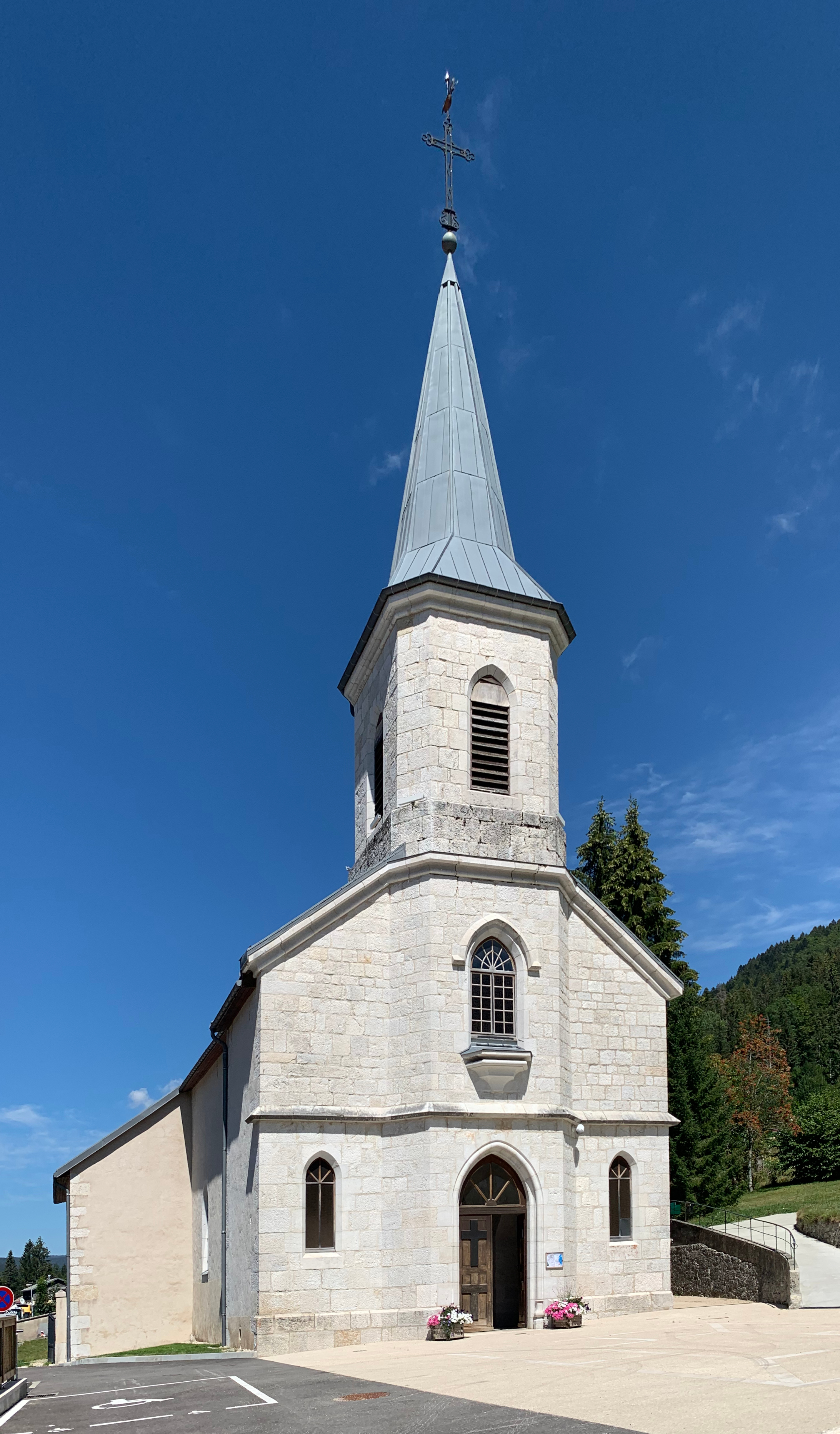
Kirche Saint-Michel
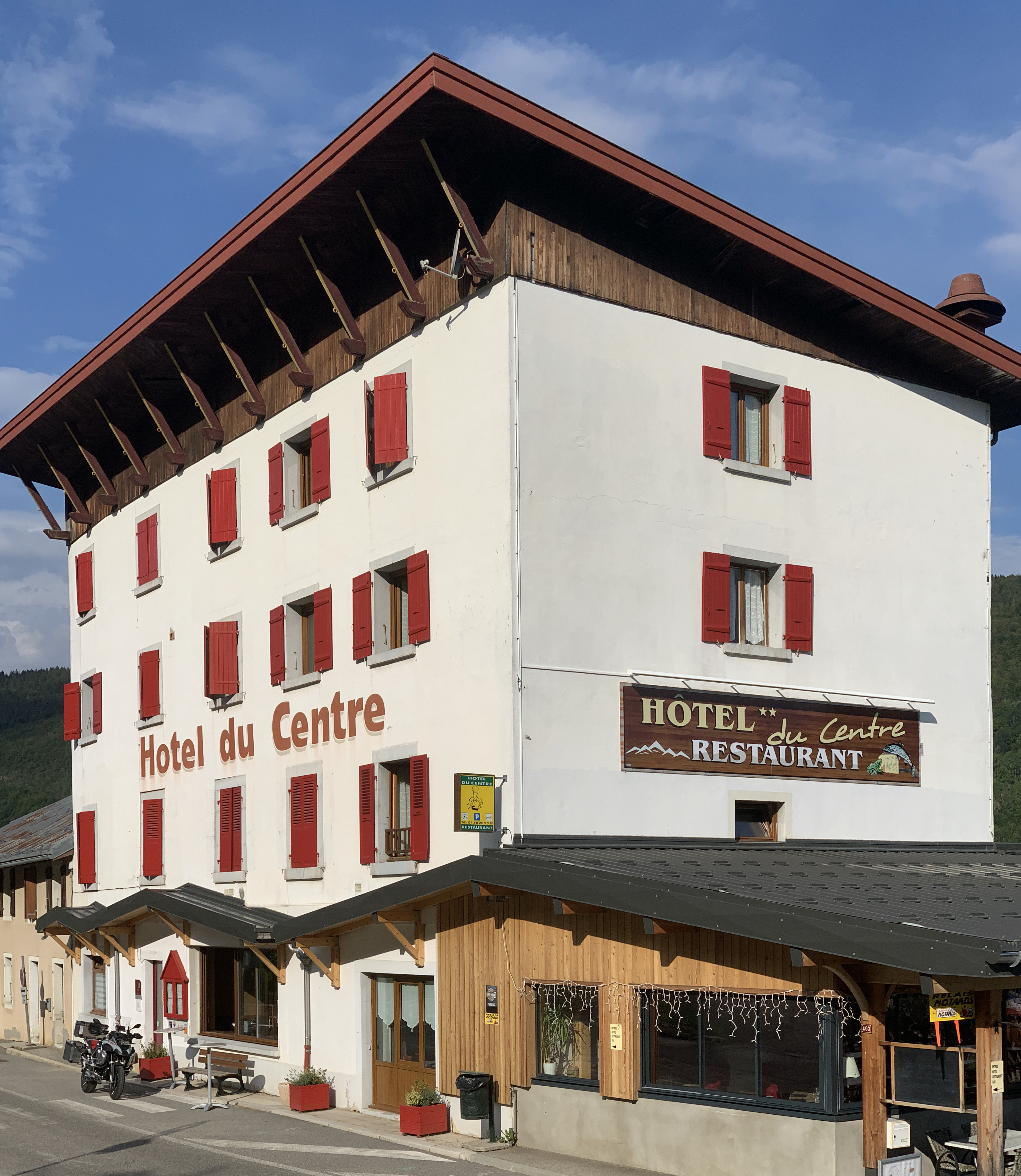
Hotel Centre
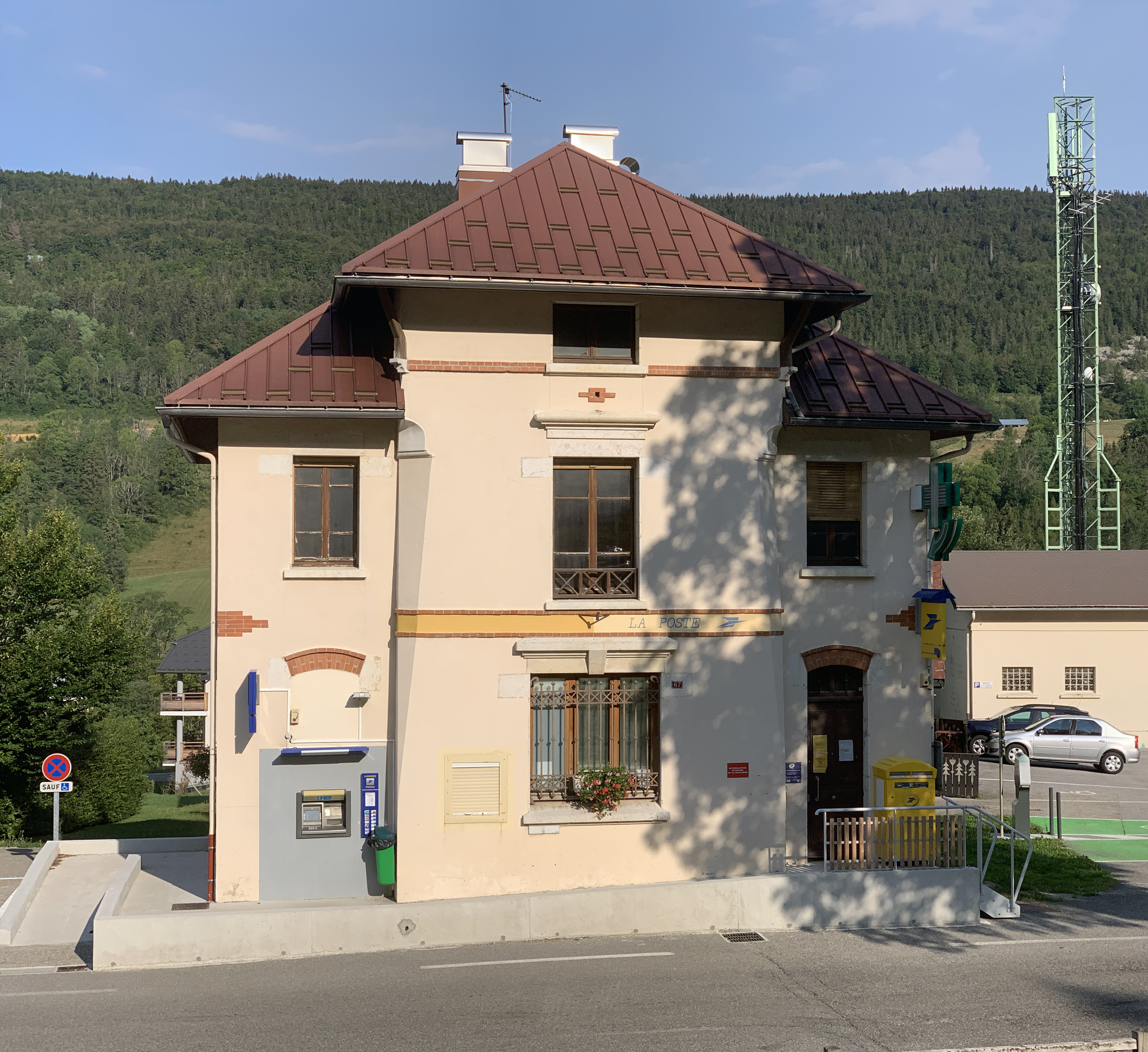
Postamt
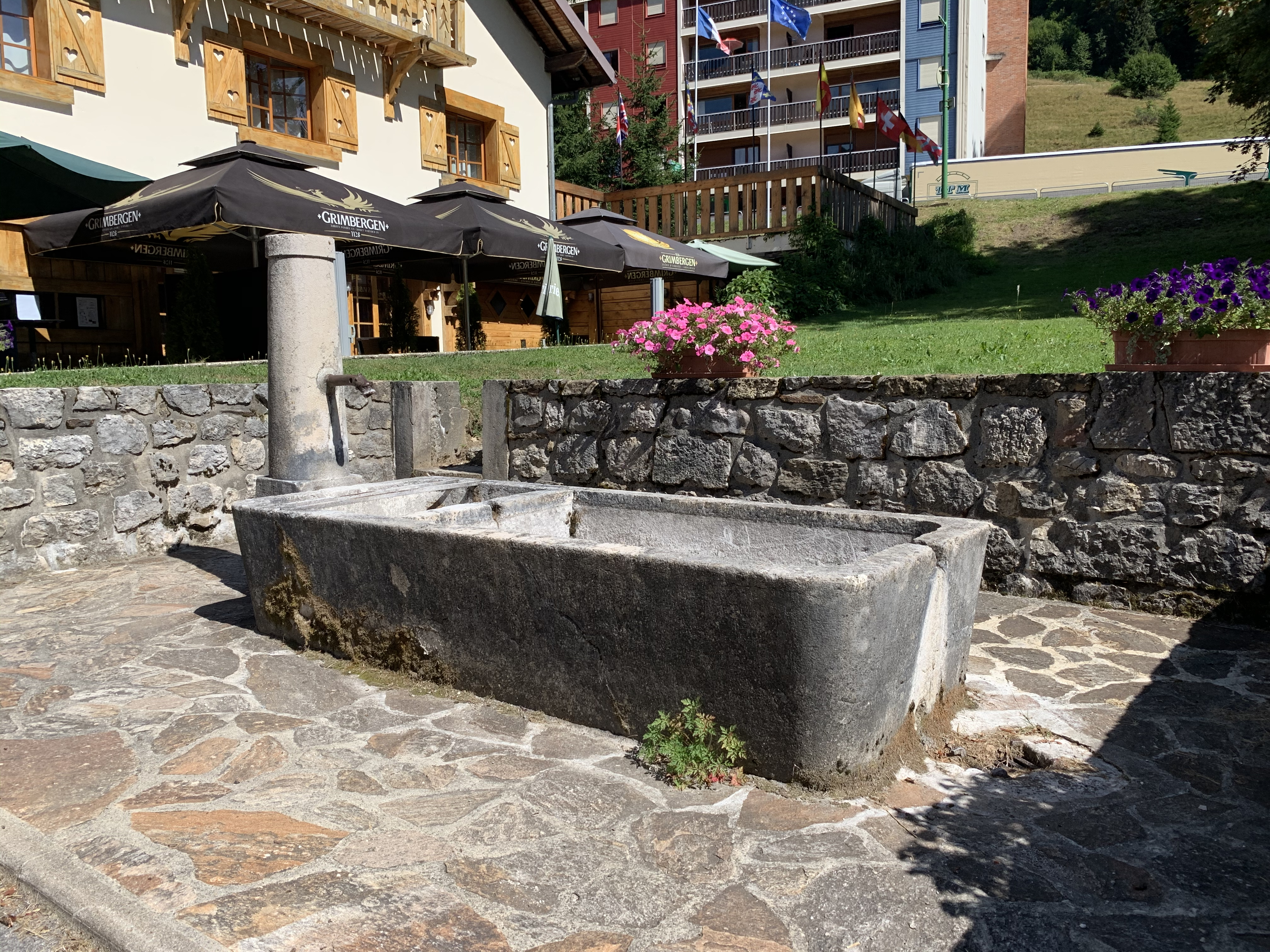
Brunnen und ehemalige Viehtränke
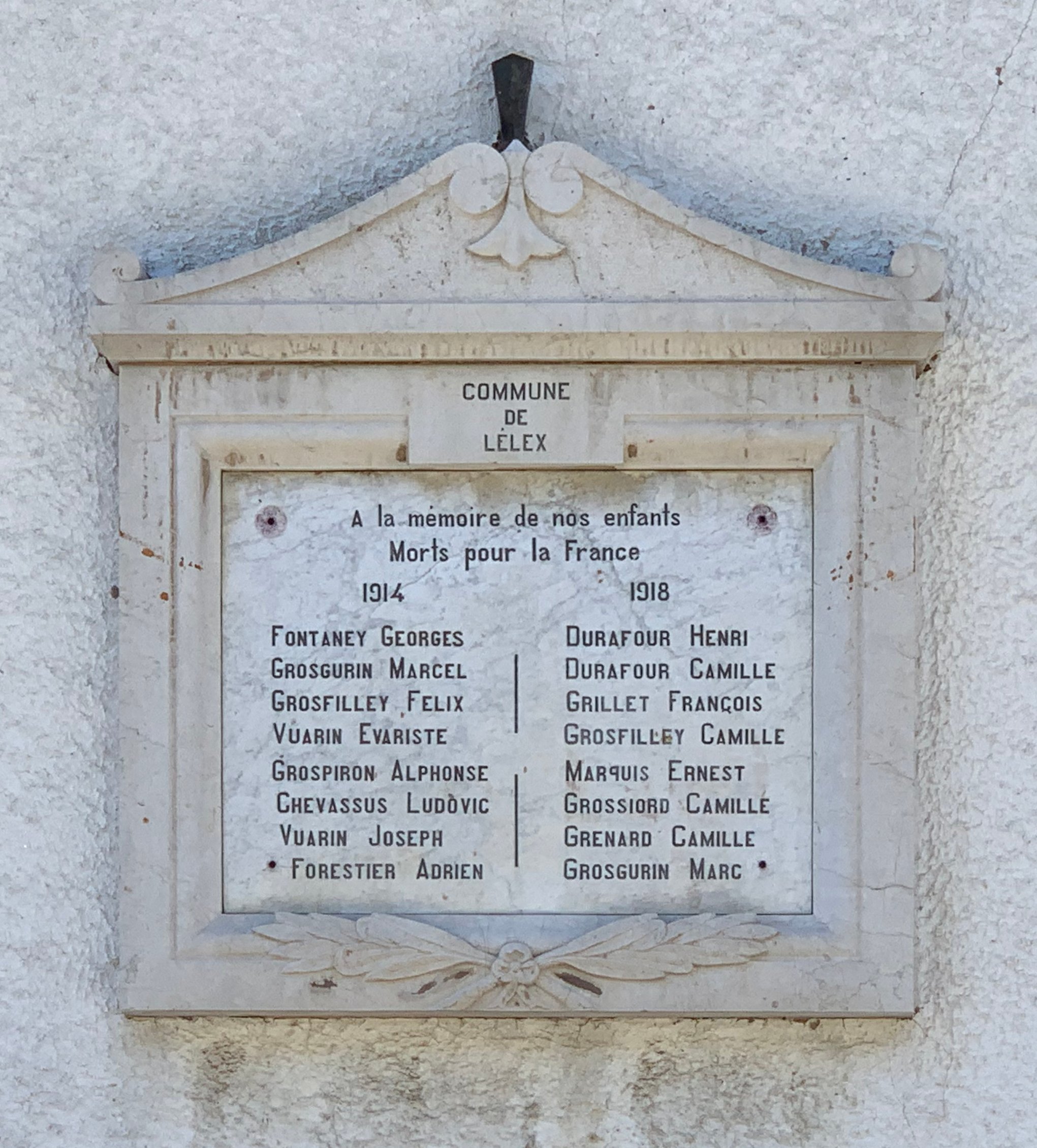
Gefallenendenkmal

## Wirtschaft und Infrastruktur
Lélex war bis weit ins 20. Jahrhundert hinein ein vorwiegend durch die Landwirtschaft und die Forstwirtschaft geprägtes Dorf. Heute gibt es einige Betriebe des lokalen Kleingewerbes, unter anderem auch Holzverarbeitung. Mittlerweile hat sich das Dorf zu einem wichtigen Wintersportort im Jura gewandelt. Im Bereich des Col de Crozet sind die Hänge durch zwei Seilbahnen und mehrere Skilifte erschlossen. Auch von Crozet her ist das Skigebiet durch eine Seilbahn erreichbar. Der Ort ist auch im Sommer Ausgangspunkt für ausgedehnte Jurawanderungen.
Die Ortschaft liegt abseits der größeren Durchgangsstraßen an der Departementsstraße D991, die von Bellegarde-sur-Valserine nach Mijoux führt.